# Batalha de Pungo Andongo
A Batalha de Pungo Andongo, também conhecida como Cerco de Pungo Andongo, foi um confronto militar no que hoje é Angola, entre Portugal e o Reino do Dongo cuja capital, Pungo Andongo, também conhecida como "Pedras Negras", foi atacada e, após nove meses de cerco, a capital tomada de assalto, saqueada e ocupada pelos portugueses.
Toda a família real de Andongo foi capturada e os portugueses construíram um forte em Pungo Andongo. O Reino do Dongo deixou, assim, de existir.

## Contexto
Em 1670, os portugueses foram derrotados na Batalha de Quitombo pelas forças do Conde do Soyo D. Estevão da Silva, este apoiado pelos holandeses. O rei de Quitombo, D Luís, pró-português, foi seguidamente deposto por um rival, D. António Carrasco, que massacrou os portugueses naquela cidade.
Encorajado por estes contratempos dos portugueses, o rei do Dongo, D. João Hari ("Angola Hari), aproveitou para se revoltar contra a suserania portuguesa, cortou todas as comunicações entre Luanda e o reino de Cassanje, este aliado dos portugueses, e atacou caravanas comerciais portuguesas. Enviou também emissários para vários reinos vizinhos, entre elas o reino da Matamba, com vista a uni-los sob o seu estandarte contra os portugueses.
O governador de Angola, Francisco de Távora, reagiu a estes acontecimentos em celeridade, solicitando reforços ao Brasil português, e rapidamente despachou para a fortaleza de Ambaca um pequeno contingente avançado sob o comando de Luís Lopes de Sequeira, que antes tinha-se distinguido na Batalha de Ambuíla. Registaram-se escaramuças entre portugueses e os guerreiros do Dongo mesmo antes de ter uma grande frota portuguesa chegado a Luanda, trazendo esta muitos reforços do Brasil. Para além do mais, o maior número possível de soldados portugueses e mercenários Imbangalas foram reunidos nas guarnições de Ilamba, Lumbo, Massangano, Cambambe, Muxima e outros lugares. Seria a maior campanha militar que os portugueses já haviam realizado em Angola.

## O cerco
Os portugueses saíram de Ambaca em direcção a Pungo Andongo a 2 de Agosto, constantemente assediados por guerreiros africanos, que escaramuçavam com os europeus, procurando impedi-los de se aproximarem da capital. Sequeira conseguiu, no entanto, alcançar o povoado e acampar nas imediações. Todas as propostas de negociações da parte dos portugueses foram violentamente rejeitadas pelos sitiados, pelo que os portugueses deram início à construção de trincheiras e barricadas na expectativa de um cerco prolongado, ao passo que as forças do Dongo frequentemente levavam a cabo ataques contra eles.
A 27 de Agosto de 1671, um feroz ataque contra às linhas portuguesas, liderado por D. Diogo Cabanga, irmão do rei do Dongo, foi rechaçado a tiros de canhão e de arcabuzes. Visto que cada vez mais reforços portugueses chegavam constantemente ao acampamento vindos de Luanda, o rei D. João ofereceu escravos ao comandante português com propostas de se entregar mas só após terem os portugueses levantado cerco; o cerco não foi abandonado, mas o rei foi informado de que seria tratado com misericórdia se se rendesse. Esta mensagem ficou por responder.
Quando chegaram ao Sequeira notícias de que o reino do Matamba preparava-se para socorrer os sitiados com um grande exército, o comandante português mandou que Pungo Andongo fosse tomado de assalto o mais rápidamente possível. Desta feita, na noite de 18 de Novembro, os portugueses escalaram os penedos que cercavam o povoado fortificado sob o manto da escuridão; o primeiro a romper o perímetro fortificado foi o capitão Manuel Nunes Cortês, à frente de um grupo de auxiliares africanos. Seguiram-se violentos combates corpo-a-corpo mas os portugueses lograram capturar o povoado.  Muitos defensores morreram na luta e na pilhagem que se seguiu, alguns saltando das altas falésias para fugir ao cativeiro que lhes esperava.

## Consequências
Os portugueses capturaram muitos prisioneiros, entre eles muitos nobres e toda a família real do Dongo. O rei D. João Hari havia fugido para o Libolo, mas foi capturado e entregue aos portugueses, acabando executado. O resto da família real do Dongo foi então levada ao exílio no Brasil ou a viver em mosteiros em Portugal. O Reino do Dongo foi assim dissolvido e as suas terras anexadas à Coroa Portuguesa. Um forte foi então construído em Pungo Andongo. Alguns dos cativos não valiam nada para os portugueses, pois eram nobres protegidos por termos anteriores de serem levados cativos e resgatados, que os portugueses respeitaram.